# Athena 98.4 FM

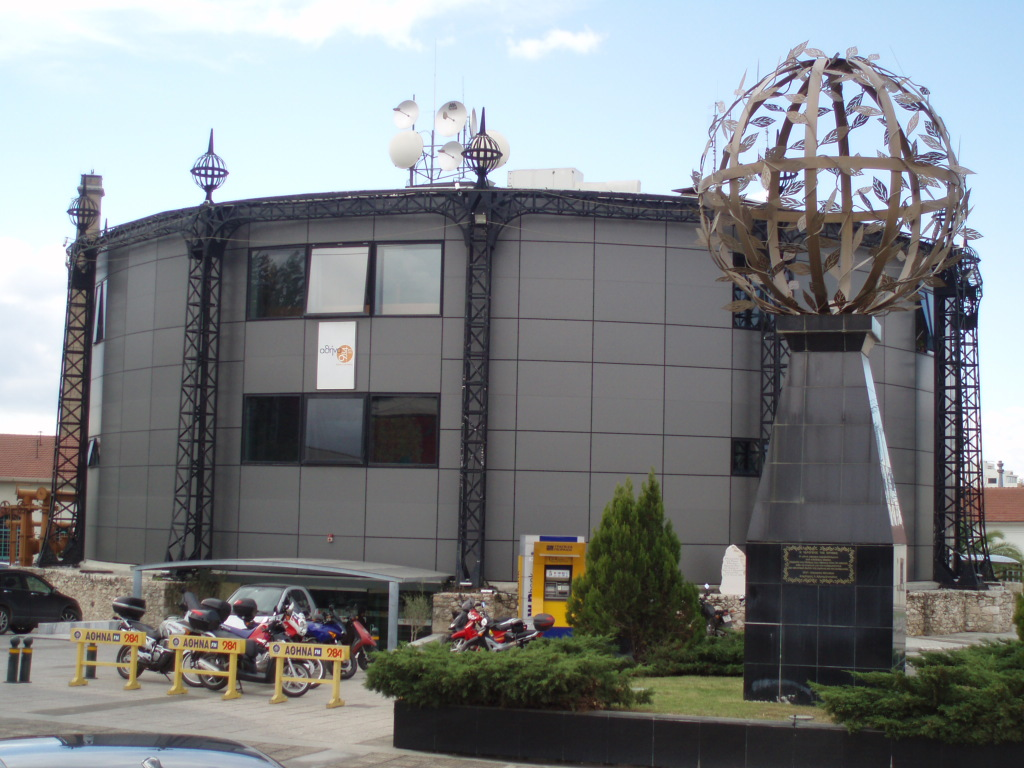
Emisora de radio Athena 98.4 FM en Technopolis, Atenas.

Athena 98.4 FM es una emisora de radio ubicada en Atenas, Grecia. La estación se ha consolidado como un referente importante en el panorama radiofónico griego. Con una programación variada y dinámica, Athena 98.4 FM ofrece una amplia gama de contenidos que incluyen música, noticias, entrevistas y programas de entretenimiento.
La emisora se destaca por su enfoque en la difusión de música contemporánea y clásica, así como por su compromiso con la promoción de artistas locales e internacionales. Además de su programación musical, Athena 98.4 FM brinda a sus oyentes información actualizada sobre eventos culturales, noticias de actualidad y análisis de temas relevantes tanto a nivel local como internacional.
Con una audiencia diversa y en constante crecimiento, Athena 98.4 FM se ha convertido en un punto de encuentro para la comunidad de Atenas y sus alrededores. Su presencia en el dial radiofónico y su plataforma en línea permiten a los oyentes disfrutar de su contenido en cualquier momento y lugar.
En resumen, Athena 98.4 FM es una emisora de radio que destaca por su variedad de contenidos, su compromiso con la calidad y su contribución al enriquecimiento cultural y social de Atenas y sus habitantes.